# Gutshaus Wietzow

Gut, Herrenhaus und Park Wietzow im Tollensetal 1880

Das Gutshaus Wietzow ist ein Herrenhaus in Wietzow, einem Ortsteil der Gemeinde Daberkow im Landkreis Vorpommern-Greifswald. 

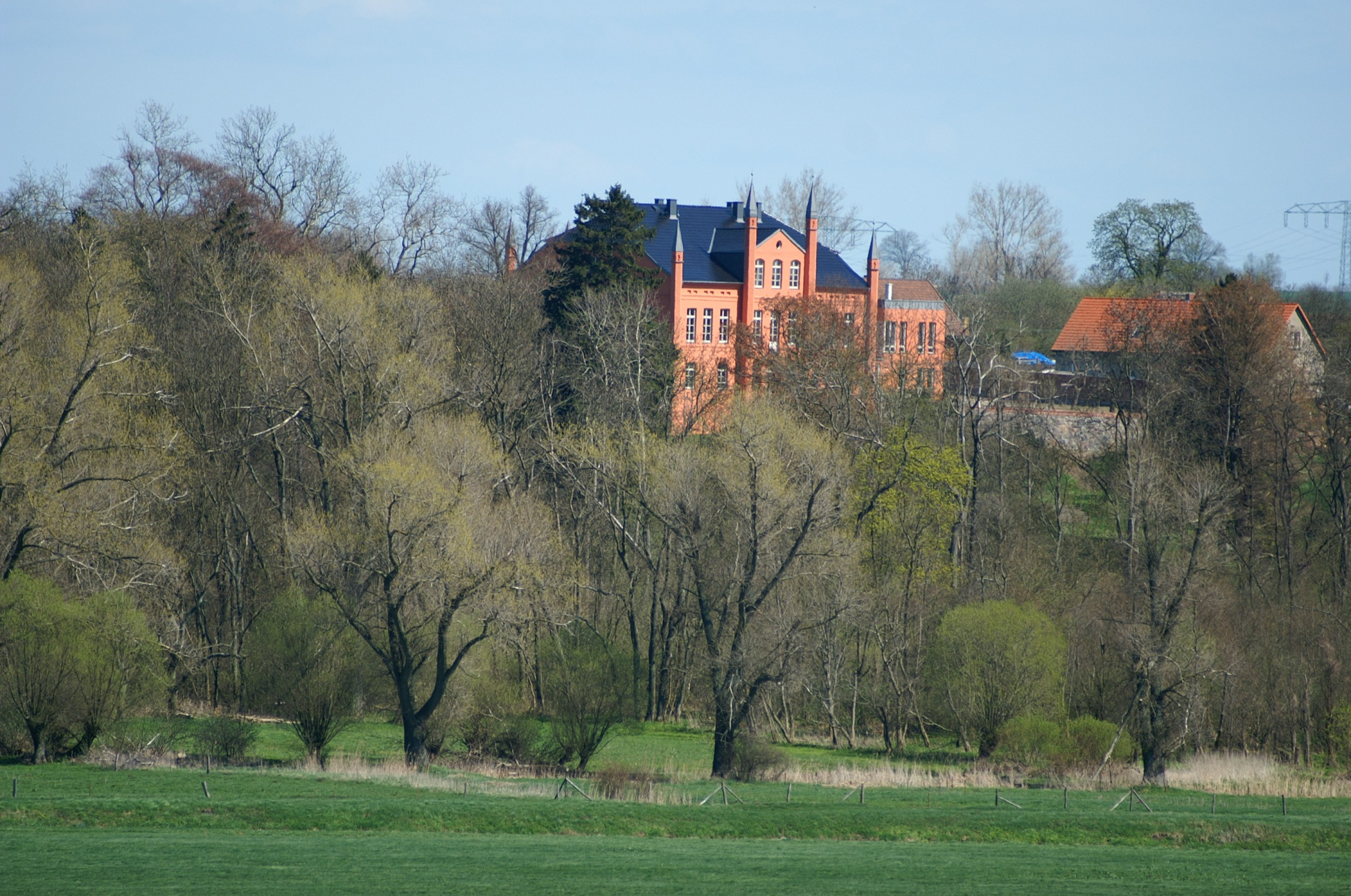
Gutshaus und Park Wietzow vom Tollensetal aus gesehen

## Geschichte
Wietzow war im 15. Jahrhundert ein Lehngut der Familie von Perselin und kam im 17. Jahrhundert an die Familie von Blücher. Wietzow war zu dieser Zeit ein Vorwerk von Daberkow. Anfang des 18. Jahrhunderts gingen die vorpommerschen Ländereien der Familie von Blücher an die Familie von Linden über. Karl Friedrich von Linden ließ nach 1750 einen englischen Landschaftspark anlegen. Über die Familien von Heyden-Linden und von Neetzow ging das Gut 1865 auf Adolf Graf von Blücher (1840–1893) über. Dieser ließ das im Kern barocke Gutshaus neugotisch überformen. 
Bis 1945 wechselten mehrmals die Besitzer des Gutes. Letzter adliger Besitzer war Wolf-Eginhard von Kruse (1887–1950). Nach dem Zweiten Weltkrieg nutzte die Rote Armee das Gebäude als Kommandantur. Nach der Übergabe an die Gemeinde wurden hier Flüchtlinge und Heimatvertriebene untergebracht und das Haus für deren Bedürfnisse umgebaut. In den folgenden Jahren wurden Wohnungen für sieben Familien, ein Dorfkonsum und eine Küche des VEG Neu Plötz eingerichtet. Der Saal des Hauses wurde für Veranstaltungen und Feste genutzt. 
Nach der Wende wurde das Haus leergezogen. 1994 erwarb Raik Mulsow das baufällige Herrenhaus und den  zugewachsenen ca. 12 ha großen Park. Das Gebäude wurde unter Auflagen des Denkmalschutzes aufwendig rekonstruiert, der zugewachsene Park von Abfällen und Bauschutt befreit und einschließlich seiner verlandeten Gewässer wieder hergerichtet. Es wurde eine Kindertagesstätte, Foodcoop, Miet- und Ferienwohnungen eingerichtet.

## Gebäude
Das Herrenhaus ist ein zur Parkseite neunachsiges und zur Hofseite siebenachsiges zweigeschossiges Gebäude mit Krüppelwalmdach. Die Fassaden besaßen ursprünglich eine Quaderung in Fugenschnittputz, die 1965/66 bei einer Erneuerung der Fassade mit Betonrauputz verloren ging. 
Beim Umbau des barocken Kernbaus im 19. Jahrhundert wurden die Ecken des Gebäudes mit fünfseitigen Vorlagen verstärkt. Diese wurden über dem Dach als Türmchen mit verzinkten Spitzhelmen ausgebildet. Die Mittelachse der Hofseite sowie die drei mittleren Achsen der Parkseite wurden jeweils in fünfseitige Wandvorlagen eingefasst und im Dachbereich mit Giebeldreiecken abgeschlossen. Dadurch entsteht ein risalitartiger Eindruck.

## Park
Der im 18. Jahrhundert mit wertvollen Gehölzen und einem verzweigten Gewässersystem angelegte englische Landschaftspark erstreckt sich auf einer Fläche von etwa 12 Hektar über den Hang der Tollenseniederung. Zu den dendrologischen Besonderheiten gehören unter anderem Strauchkastanie, Sumpfzypressen, Platanen, Ginkgo und Säuleneiche.
Wahrscheinlich in der zweiten Hälfte des 19. Jahrhunderts wurde im Park eine Grabkapelle errichtet. Diese enthielt bis in die 1990er Jahre zwei Büsten, wohl mit Darstellungen von Angehörigen der Familie von Blücher, die in Nischen aufgestellt waren. Die Büsten befinden sich heute im Kreisheimatmuseum Demmin.

## Oper
Der Park ist öffentlich zugänglich und bietet in der Region ein beliebtes Ausflugsziel. Wege wurden wiederhergestellt, verlorengegangene Bäume ersetzt, Sichtachsen und zugewachsene Fernsichten freigelegt und wieder betont. Mit Opernaufführungen, Konzerten und künstlerischen Interventionen wurden und werden einzelne Bereiche des Parks inszeniert und belebt. 2021 wurde in Zusammenarbeit mit der Hochschule für Musik und Theater Rostock erstmalig die Barockoper Acis und Galatea in szenischer Form gegeben. 2022 folgten in Zusammenarbeit mit dem Orchester für Alte Musik Vorpommern und dem sirene Operntheater Wien eine Wiederholung von Acis und Galatea und eine Neuinszenierung von Così fan tutte.